# Sant'Angelo (rione de Roma)

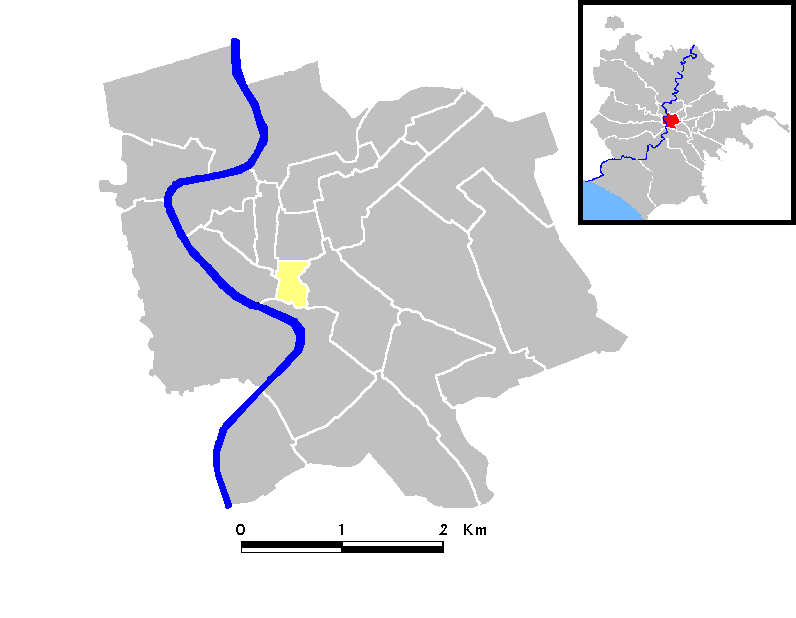
Mapa do Rione XI - Sant'Angelo.

Sant'Angelo é um dos vinte e dois riones de Roma, oficialmente numerado como Rione XI, localizado no Municipio I. É o menor rione de Roma e está localizado às margens do Tibre, a leste da Ilha Tiberina, uma região de terras baixas e planas, parte do vasto Campo de Marte, e, até recentemente, muito suscetível às cheias do rio. A importância histórica de Sant'Angelo deriva principalmente do fato de ter sido ali o infame Gueto de Roma.

## História

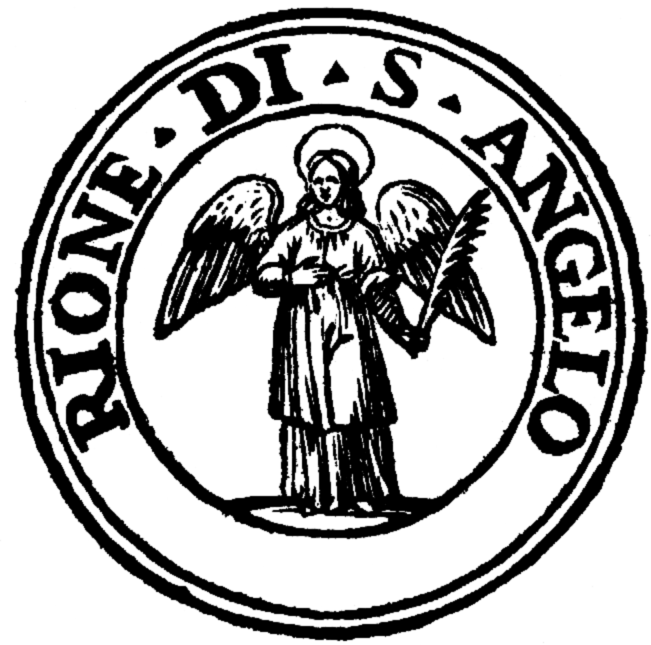
Brasão de Sant'Angelo: um anjo segurando uma palma num fundo vermelho em sua mão esquerda. Em outra versão, o anjo segura uma espada na mão direita e uma balança na esquerda.

### Época romana:Circus Flaminius
No início do período romano, o território ocupado por Sant'Angelo estava fora da Muralha Serviana, que corria pela margem do rio a leste da ilha. Sua localização, num ponto onde o rio podia ser cruzado facilmente (especialmente no verão), uma posição de grande importância estratégica.
A Ponte Céstio e a Ponte Fabrício, construídas no século I a.C. para ligar a ilhas às margens direita e esquerda, respectivamente, aumentaram ainda mais a importância da região.
Durante o período imperial, a região era parte da Região IX - Circo Flamínio, uma das 14 regiões da Roma de Augusto, assim chamada por causa da proximidade do Circo Flamínio, o segundo maior circo romano da cidade, construído no século III a.C. por Caio Flamínio Nepos. O circo ficava perto do Monte Capitolino e do Fórum Romano.
Augusto pretendia que a área perto do circo passasse a fazer parte do centro monumental de Roma, com edifícios dedicados às arte dramática (como o Teatro de Marcelo e o Teatro de Balbo) e templos.
Além disso, dois magníficos pórticos, construídos na tradição dos antigos pórticos da era republicana, foram construídos no final do século I a.C.: o Pórtico de Otávia e o Pórtico de Filipo. O primeiro foi construído por Augusto, que o dedicou à sua irmã, Otávia, e o segundo, por Filipo. Toda a área necessária para a construção destes edifícios foi obtida às custas do Circo Flamínio, que foi parcialmente demolido por Augusto.

### Idade Média:Sant'Angelo in foro piscium

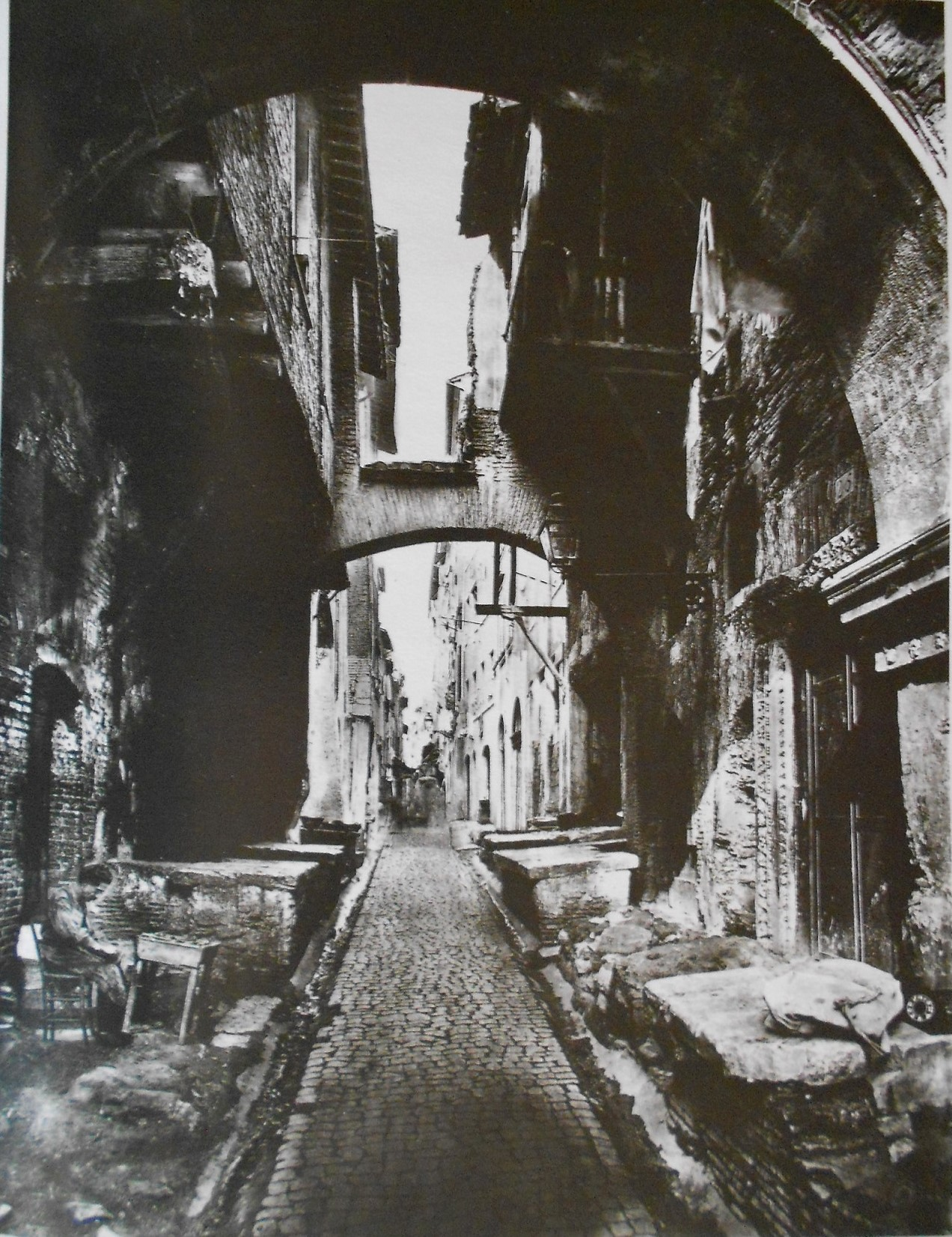
O antigo mercado de peixes ("La Pescheria") na via del Portico d'Ottavia (c. 1860). As lajes de mármore nas quais os peixes eram vendidos são visíveis de ambos os lados da rua. As casas à esquerda foram demolidas junto com o resto do Gueto de Roma em 1885, mas as da direita ainda estão em pé e abrigam hoje alguns dos melhores restaurantes judaicos de Roma.

Depois da queda do Império Romano do Ocidente, a maior parte dos edifícios monumentais de Roma se arruinou, mas alguns foram transformados em fortalezas. Diversos fatores contribuíram para esta transformação: primeiro, o tamanho e a robustez das construções; depois, a proximidade do Tibre (a única fonte de água depois que os aquedutos romanos deixara de funcionar depois da Guerra Gótica); finalmente, a possibilidade de controlar o acesso à margem direita através das pontes Fabrício, Céstio e Emília (que ficaria conhecida depois como "Ponte Rotto", hoje em ruínas), as únicas pontes utilizáveis dentro da Muralha Aureliana.
As famílias baronais dos Fábios e, depois, dos Savelli, que também controlavam uma fortaleza no Monte Aventino ("Corte Savella"), se alojaram no interior do Teatro de Marcelo enquanto que o Teatro de Balbo foi ocupado pelos Stefaneschi, que o fortificaram e passaram a chamá-lo de "Castrum aureum" ("Castelo Dourado"). O local seria depois doado ao mosteiro de Santa Catarina.
O mercado de peixes foi realocado do Fórum Piscário, perto do Fórum Romano, para as ruínas do Pórtico de Otávia, que manteve essa função até o final do século XIX, o que fez do local um dos mais pitorescos de Roma.
Na Idade Média, o distrito passou a ser chamado de "Vinea Thedemari" e sua porção norte, "Calcaràrio", por causa dos fornos de cal ("calcàre") que, por séculos, produziram cal viva queimando mármores obtidos nos monumentos do Fórum. Posteriormente, surgiu o nome Sant'Angelo, uma referência a uma das mais importantes igrejas do rione, Sant'Angelo in Foro Piscium ("Santo Anjo no Mercado de Peixes"). Esta igrejas, erigida em 770 no interior do propileu do Pórtico de Otávia, foi muito importante durante a Idade Média. Foi dali que, no domingo de Pentecostes de 1347, os romanos, liderados por Cola di Rienzo, iniciaram seu ataque ao Capitólio em sua fracassada tentativa de restaurar a República Romana.
Por ser um quarteirão habitado principalmente por trabalhadores e operários, Sant'Angelo, como os riones vizinhos de Regola e Ripa, era sede de muitas guildas. Perto de Santa Caterina dei Funari ("Santa Catarina dos Cordeiros"), trabalhavam os fabricantes de cordas ("funari", os "cordeiros"), a única igreja de Roma cujo nome não vem do patrocínio de uma guilda e sim da proximidade dos trabalhadores em relação à igreja, que torciam suas cordas no pátio com pórticos de 60 metros de comprimento da Cripta de Balbo. Nas "Botteghe Oscure" ("Lojas Escuras")—o nome pelo qual as arcadas do Teatro de Balbo eram chamadas— se produzia cal enquanto os ferreiros e funileiros tinham suas lojas nas arcadas do Teatro de Marcelo (o último funileiro trabalhou lá até o início das obras de restauração, em 1926). Finalmente, cardeiros e tosquiadores trabalhavam perto da igreja San Valentino dei Mercanti (demolida logo depois de 1870) e os peixeiros no Pórtico de Otávia, onde vendiam peixes em lajes de mármore que lhes eram alugadas por altos valores pelas famílias nobres romanas. Na parede perto do Pórtico ainda é hoje é possível ver uma cópia da placa de mármore (a original está nos Museus Capitolinos), cujo comprimento marca o tamanho máximo dos peixes que podiam ser vendidos inteiros no mercado: os maiores tinham que ter a cabeça cortada e ela era oferecida, obrigatoriamente, aos conservatori, os conselheiros da Roma papal, que as utilizavam para preparar uma sopa. A atividade mais típica no mercado era o leilão de peixes, conhecido como "cottio", realizado todas as noites depois das 2 a.m. Particularmente popular na cidade era o cottio de 23 de dezembro, quando muitos habitantes vinham tentar conseguir um bom peixe para o jantar da Véspera de Natal e muitos mais apenas para assistir: era o início das festas natalinas.

### Renascimento:Serraglio delli Ebrei
No século XVI, os Savelli construíram um belo palácio sobre o Teatro de Marcelo, obra de Baldassarre Peruzzi, que passou depois para os Orsini. Em paralelo, no lado norte do rione, outra poderosa família de Roma, os Mattei, construíram quatro palácios: Mattei di Giove (obra-prima de Carlo Maderno), o Palazzo di Giacomo Mattei (obra de Nanni di Baccio Bigio), Mattei di Paganica e o Palazzo di Alessandro Mattei (moderno Palazzo Caetani). Juntos, eles ocupavam um quarteirão inteiro, chamado de "Isola dei Mattei". Outras famílias nobres, como os Costaguti, Santacroce e Serlupi, também construíram suas residências na região no período.
Porém, no início do Renascimento, um evento mudou completamente o destino do rione: a chegada dos judeus. Uma colônia judaica já existia em Roma desde o começo da era cristã, mas eles viviam principalmente no Transtiberim, do outro lado do rio, perto do Porto di Ripa Grande. Por causa do declínio do comércio fluvial, eles começaram a se mudar para a cidade no começo do século XV. Na época, havia 2 000 judeus em Roma: 1 200 em Sant'Angelo (onde perfaziam 80% da população), 350 em Regola, 200 em Ripa e os demais espalhados pela cidade.
Em 14 de julho de 1555, o papa Paulo IV, um dos maiores defensores da contrarreforma, promulgou a bula "Cum nimis absurdum" na qual revogou todos os direitos da comunidade judaica e a confinou num distrito murado, o Gueto de Roma (Ghetto). Os cristãos que eram proprietários das casas localizadas no Gueto podiam manter a propriedade, mas não podiam nem despejar os judeus e nem aumentar os aluguéis. Por volta de 1860, um grande apartamento na região era alugado por 30 escudos por mês, pois os valores não eram reajustados desde a época do papa Urbano VIII. O mesmo apartamento era alugado por 450 escudos no mercado livre.
O muro era interrompido por dois portões inicialmente — depois foram três (século XVI), cinco (papa Sisto V) e, finalmente, oito (século XIX) — que eram abertos no alvorecer e fechados no fim do dia, uma hora depois do pôr do sol entre novembro e a Páscoa e duas no resto do ano. A área do Gueto era trapezoidal e não havia nenhum edifício notável no local. As igrejas que existiam ali foram desconsagradas e demolidas logo depois que o muro foi erguido.
Na época da construção, o Gueto, assim como toda Roma, não tinha acesso a água potável. Alguns anos depois, os papas construíram diversas fontes no rione. As mais belas eram a "Fontana delle Tartarughe" ("Fonte das Tartarugas"), projetada por Giacomo della Porta e construída pelo escultor florentino Taddeo Landini, foi construído na Piazza Mattei, na parte norte do rione e era alimentado pelo aqueduto Aqua Felice, construído por Sisto V, e a outra estava na Piazza Giudea, também de della Porta, e que atualmente está na Via del Progresso.
O grande número de pessoas vivendo numa área tão pequena (pouco mais de 3 hectares na época de Sisto V) junto com a pobreza dos habitantes resultaram em péssimas condições sanitárias. O Gueto, que ficava numa região baixa perto do Tibre, era frequentemente inundado pelo Tibre. Na epidemia de peste de 1656, 800 dos 4 000 habitantes morreram. Sant'Angelo, que era o menor rione da cidade, era também, graças ao Gueto, o de maior densidade populacional.

### Época moderna
Durante a República Romana, em 1798, os portões do Gueto foram finalmente abertos e a "Árvore da Liberdade" foi plantada na Piazza Giudea. Depois da queda de Napoleão, os judeus foram novamente confinados no distrito murado.
Em 1848, o papa Pio IX ordenou a demolição dos muros, mas, por causa da resistência dos romanos, a tarefa teve que ser realizada à noite. Seja como for, foi apenas depois da unificação da Itália (20 de setembro de 1870) que os judeus romanos deixaram de ser considerados cidadãos de segunda classe. Grandes transformações varreram o distrito. Grandes barreiras foram construídas ao longo do rio para prevenir as cheias provocaram a demolição da fila de casas que perfilavam o Tibre. O Gueto, mesmo os judeus estando livres, continuou sendo ocupado pela comunidade judaica, mas as condições sanitárias acabaram forçando uma solução radical: todo o distrito foi demolido em 1885 e novos edifícios, cujo estilo era diferente do antigo, foram construídos à volta da nova Grande Sinagoga de Roma. A única parte de Sant'Angelo que ainda preserva a aparência do antigo Gueto é a Via della Reginella, que foi incluída no distrito murado numa expansão no século XIX.
Na década de 1920, Sant'Angelo foi novamente afetado pelas grandes obras de demolição iniciadas no centro de Roma pelo regime fascista. Em 1926, o quarteirão à volta do Teatro de Marcelo, que foi reformado, foi demolido. Muitas estruturas medievais típicas, desapareceram, revelando antigos templos romanos, como o Templo de Apolo Sosiano e o Templo de Belona. Além disso, algumas residências medievais, como a Casa dei Vallati e o Albergo della Catena, foram cuidadosamente restauradas depois que as diversas construções posteriores sobre elas puderam ser removidas. Na década de 1940, a Via delle Botteghe Oscure foi alargada, o que levou a uma nova série de demolições.
Depois das demolições do período fascista, as fronteiras históricas do rione, estabelecidas em 1743 pelo papa Bento XIV, foram alteradas. Sant'Angelo se expandiu, incorporando pequenas e importantes porções dos distritos vizinhos de Campitelli e Ripa: entre outros edifícios, as igrejas Santa Maria in Campitelli e San Gregorio della Divina Pietà passaram a fazer parte de Sant'Angelo.
Durante a ocupação nazista de Roma durante a Segunda Guerra Mundial, a comunidade judaica foi obrigada a pagar 50 kg de ouro para a SS para não ser deportada para os campos de concentração nazistas. Em 16 de outubro de 1943, apesar do pagamento, 2 091 judeus foram deportados e a maioria morreu na Alemanha. Muitos outros foram mortos em 24 de março de 1944 no Massacre da Fossa Ardeatina.

### Sant'Angelo atualmente
Sant'Angelo continua sendo um dos distritos mais característicos da Roma antiga. Enquanto a parte norte do rione, com sua teia de estreitas e desertas vielas que impedem o tráfego de veículos, mantém um caráter majoritariamente residencial, a parte sul ainda é fortemente marcada pela presença judaica. As ruas à volta do Pórtico de Otávia abrigam diversas lojas e muitas trattorie que perpetuam a tradição da cozinha judaica romana.

## Vias e monumentos
- Fontana di piazza delle Cinque Scole
- Gueto de Roma
- Lungotevere De' Cenci
- Monte Savello
- Piazza dei Calcarari
- Piazza Giudea
  - Fonte da Piazza Giudea
- Piazza Macel de' Corvi
- Piazza Mattei
  - Fontana delle Tartarughe
- Piazza Montanara (demolida)
- Ponte Fabrício
- Torre dei Grassi‎ (Torre Soricara)
- Tor Margana
- Torre dei Santacroce
- Torre Stroncaria
- Via delle Botteghe Oscure

### Antiguidades romanas
- Cripta de Balbo
- Pórtico de Filipe
- Pórtico de Otávia
- Teatro de Balbo
- Teatro de Marcelo (Palazzo Orsini Savelli)
- Templo de Apolo Sosiano
- Templo de Belona
- Templo de Júpiter Estator

## Edifícios

### Palácios
- Albergo della Catena
- Casa di Flaminio Ponzio
- Casina dei Vallati
- Casa di Lorenzo Manilio
- Palazzo Boccapaduli
- Palazzo Caetani Lovatelli
- Palazzo Costaguti
- Palazzo Delfini (Via dei Delfini, 16)
- Palazzo Guglielmi Chiablese
- Isola Mattei (ou Insula Mattei):
  - Palazzo di Giacomo Mattei
  - Palazzo Mattei di Giove
  - Palazzo Mattei di Paganica
  - Palazzo Mattei-Caetani
- Palazzo Orsini Savelli, sobre o Teatro de Marcelo
- Palazzo Patrizi Clementi
- Palazzo Santacroce a Sant'Angelo
- Villino Astengo

### Outros edifícios
- Biblioteca dell'Istituto dell'Enciclopedia Italiana
- Convento di Sant'Ambrogio (Via di Sant'Ambrogio)
- Museo Ebraico

### Igrejas
- Sant'Ambrogio della Massima
- Sant'Angelo in Pescheria
- Santa Caterina dei Funari
- San Gregorio della Divina Pietà
- Santa Maria in Campitelli
- Santa Rita da Cascia in Campitelli
- San Stanislao dei Polacchi

Igrejas desconsagradas
- Oratorio di Sant'Andrea dei Pescivendoli
- Tempietto del Carmelo (Santa Maria del Carmine)
- Santa Rita da Cascia in Campitelli

Igrejas demolidas
- San Leonardo de Albis‎
- Santi Sebastiano e Valentino (San Sebastiano dei Mercanti)

Templos não-católicos
- Grande Sinagoga de Roma